# Стефан Стайчев (режисьор)
 Тази статия е за българския режисьор.  За българския офицер вижте Стефан Стайчев.  
Стèфан Стàйчев е режисьор, актьор, автор на пиеси и поетични книги, дългогодишен директор на Силистренския театър.

## Биография
Стефан Стайчев е роден в София. Започва творческата си кариера през 1961 г. в Сливенския драматичен театър, след това е актьор в трупата на Народния театър в София (1966 – 1970), после актьор в театър „София“ (1970 – 1978, 1982 – 1997). Там започват и първите му изяви като режисьор. Директор е на Силистренския драматичен театър (1978 – 1982, 1997 – 2009). Междувременно пише и пиеси, които се поставят в редица театри; прави постановки като гост-режисьор в страната и чужбина. Една от добрите постановки, която се помни в Русенския драматичен театър, е на неговата пиеса „Свободно място във влака“, играна през 1970-те години. В този театър той прави през 1998 г. спектакъла „Ангели-чудовища“ (Жан Кокто).
Стефан Стайчев е и автор на пиеси като „Рисунки през август“, „Цар Симеон“, „Златният век“, получили сценична реализация. Поставя за първи път в страната на силистренска сцена „Елате ни вижте“, както и „Направи нещо, Мет!“ от Азис Несин. И за двете театърът получава наградата „Икар“ за сценография на Съюза на артистите в България – 2001 г. Създал е на сцената и редица други спектакли – „Живият труп“ от Лев Толстой (1979) в Силистра, сценография от Александрина Игнатова. Спектакъла е представян и на сцената на Народния театър в София и излъчен по БНТ. Лауреат е както на български, така и на международни награди за актьорската си и режисьорска работа – от Полша, Германия, Русия и други.
Почива няколко месеца, след като е бил нападнат, жестоко пребит и ограбен в дома си от цигани.

## Филмография

### Като актьор
- Бал на самотните (1981)
- Сватбите на Йоан Асен (1975), 2 серии
- Пътища (1959), 2 новели – (в 1-вата новела: „Другото щастие“)